# LEN European Cup 1971-1972
La LEN European Cup 1971-1972 è stata la nona edizione del massimo trofeo continentale di pallanuoto per squadre di club.
La fase finale del torneo ha visto la partecipazione di otto club; il titolo è stato assegnato con due fasi a gironi.
Nel girone finale disputato a Lesina, nell'allora Jugoslavia, il Mladost Zagabria ha conquistato la coppa per la quarta volta.

## Gironi di semifinale

### Gironi
| Gruppo A             |
| sede: Lesina         |
| - De Robben          |
| - London Polytechnic |
| - Mladost            |
| - Olympiakos         |

| Gruppo B         |
| sede: Genova     |
| - Barcellona     |
| - Košice         |
| - CVSK VMF Mosca |
| - Pro Recco      |

### Gruppo A
|    | Semifinali 1971-1972 | Pti | G | V | N | P | GF | GS | DR  |
| -- | -------------------- | --- | - | - | - | - | -- | -- | --- |
| 1. | Mladost              | 6   | 3 | 3 | 0 | 0 | 23 | 6  | +17 |
| 2. | De Robben            | 4   | 3 | 2 | 0 | 1 | 10 | 6  | +6  |
| 3. | Olympiakos           | 2   | 3 | 1 | 0 | 2 | 9  | 14 | -5  |
| 4. | London Polytechnic   | 0   | 3 | 0 | 0 | 3 | 11 | 27 | -16 |

|  | Mladost   | 14-3 | London     |
|  | De Robben | 2-1  | Olympiakos |

|  | Mladost   | 7-2 | Olympiakos |
|  | De Robben | 7-3 | London     |

|  | Mladost    | 7-2 | De Robben |
|  | Olympiakos | 6-5 | London    |

### Gruppo B
|    | Semifinali 1971-1972 | Pti | G | V | N | P | GF | GS | DR  |
| -- | -------------------- | --- | - | - | - | - | -- | -- | --- |
| 1. | CVSK VMF Mosca       | 5   | 3 | 2 | 1 | 0 | 20 | 10 | +10 |
| 2. | Pro Recco            | 4   | 3 | 1 | 2 | 0 | 11 | 8  | +3  |
| 3. | Barcellona           | 3   | 3 | 1 | 1 | 1 | 20 | 21 | -1  |
| 4. | Košice               | 0   | 3 | 0 | 0 | 3 | 6  | 18 | -12 |

|  | CVSK      | 6-1 | Košice     |
|  | Pro Recco | 5-5 | Barcellona |

|  | CVSK      | 12-7 | Barcellona |
|  | Pro Recco | 4-1  | Košice     |

|  | Barcellona | 8-4 | Košice |
|  | Pro Recco  | 2-2 | CVSK   |

## Girone finale
|  |    | Finali 1971-1972 | Pti | G | V | N | P | GF | GS | DR |
|  | -- | ---------------- | --- | - | - | - | - | -- | -- | -- |
|  | 1. | Mladost          | 6   | 3 | 3 | 0 | 0 | 14 | 8  | +6 |
|  | 2. | Pro Recco        | 4   | 3 | 2 | 0 | 1 | 13 | 12 | +1 |
|  | 3. | CVSK VMF Mosca   | 2   | 3 | 1 | 0 | 2 | 19 | 20 | -1 |
|  | 4. | De Robben        | 0   | 3 | 0 | 0 | 3 | 11 | 17 | -6 |

|  | Mladost   | 4-1 | De Robben |
|  | Pro Recco | 7-5 | CVSK      |

|  | Mladost   | 6-5 | CVSK      |
|  | Pro Recco | 4-3 | De Robben |

|  | Mladost | 4-2 | Pro Recco |
|  | CVSK    | 9-7 | De Robben |

### Campioni
- Mladost Campione d'Europa:

Karlo Stipanić, Marijan Žužej, Ozren Bonačić, Zlatko Šimenc, Ronald Lopatny, Miroslav Poljak, Jeger, Matošić, Goran Rađenović, Dijaković, Hebel.

## Fonti
- (EN)  LEN, The Dalekovod Final Four - Book of Champions 2011, 2011 (versione digitale)